# Стремоухово-Бобрик
Стремоухово-Бобрик — село в Льговском районе Курской области России. Входит в состав Вышнедеревенского сельсовета.

## География
Село находится на реке Бобрик (левый приток Реута в бассейне Сейма), в 38 км от российско-украинской границы, в 56 км к юго-западу от Курска, в 22 км к юго-востоку от районного центра — города Льгов, в 12 км от центра сельсовета — села Вышние Деревеньки.
Климат
Стремоухово-Бобрик, как и весь район, расположен в поясе умеренно континентального климата с тёплым летом и относительно тёплой зимой (Dfb в классификации Кёппена).
Часовой пояс
Село Стремоухово-Бобрик, как и вся Курская область, находится в часовой зоне МСК (московское время). Смещение применяемого времени относительно UTC составляет +3:00.

## История
В 1700 году (7208 от сотворения мира) в селении была построена Николаевская церковь.

## Население
| 2002 | 2010 |
| ---- | ---- |
| 266  | ↘140 |

## Инфраструктура
Личное подсобное хозяйство. В селе 115 домов.

## Транспорт
Стремоухово-Бобрик находится в 10,5 км от автодороги регионального значения 38К-017 (Курск — Льгов — Рыльск — граница с Украиной), в 11 км от автодороги 38К-024 (Льгов — Суджа), в 3 км от автодороги межмуниципального значения 38Н-443 (38К-024 — Вышние Деревеньки — Дурово-Бобрик), на автодороге 38Н-444 (38Н-443 — Стремоухово-Бобрик — граница Курчатовского района), в 7 км от ближайшего (закрытого) ж/д остановочного пункта Деревеньки (линия Льгов I — Подкосылев).
В 122 км от аэропорта имени В. Г. Шухова (недалеко от Белгорода).